# 3-아이소프로필말산 탈수효소
3-아이소프로필말산 탈수효소(영어: 3-isopropylmalate dehydratase) (EC 4.2.1.33)는 류신의 생합성 과정에서 탈수를 통해 2-아이소프로필말산의 3-아이소프로필말산으로의 이성질화 반응을 촉매하는 아코니테이스의 동족체이다.

## 같이 보기
- 탈수효소
- 아이소프로필말산
- 3-아이소프로필말산 탈수소효소